# Gubb Jan Stigson
Gubb Jan Torbjörn Stigson, född 28 juli 1950 i Malungs församling, Kopparbergs län, är en svensk journalist på lokaltidningen Dala-Demokraten. 

## Biografi
Han skrev en artikel i tidningen där han avslöjade Peter Rätz som var infiltratör åt svenska polisen och hade infiltrerat bland andra Bandidos och Hells Angels. Peter Rätz blev då inspirationen till Frank Wagner i Johan Falk-filmerna.
Han ålades yttrandeförbud i Quickfallet av sin redaktion på Dala-Demokraten 2013 på grund av att han hävdade att Sture Bergwall var korrekt dömd.

## Priser
- Publicistklubbens stora pris 1995 För hans intensiva och tålmodiga arbete som kriminalreporter. Med aldrig sinande entusiasm och med små resurser har Gubb Jan under en lång karriär lyckats ta fram egna nyheter i samband med stora uppmärksammade brott, framförallt i Dalarna. Hans arbete som kriminalreporter är gediget, hans artiklar är väl underbyggda och ofta kontroversiella. I grunden ligger Gubb Jan Stigsons oräddhet och integritet som medverkar till att höja kriminalreportaget till en viktig och omistlig del av den svenska journalistiken. [4]